# Liste des primats de l'Église éthiopienne orthodoxe
Liste des primats de l'Église éthiopienne orthodoxe

## Évêques d'Aksoum
- Saint Frumence (mort v. 383)

## Métropolites d'Éthiopie
- Abba Salama (1348-1388)
- Markos (IX) (?) (1689-fin du XVIIe siècle.
- Abba Mikael (1640–1699)
- Markos (X) (1694-1716)
- Christodoulos (III) (c.1718-1745)
- Yoannis (XIV) (c.1747-1770)
- Yusab (III) (1770-1803)
- Makari (1808-?)
- Kyrillos (III) (1816-1829)
- Selama III (1841-1866)
- Athanasios (1868-1876)
- Petros (VII) (1876-1889)
- Mattheos (X) (1889-1926)
- Kyrillos (IV) (2 juin 1927-1936) (1re fois)
- Abraham (1936-1939)
- Yohannis (1939-1945)
- Kyrillos (IV) (1945-10 octobre 1950) (2e fois)
- Abune Basilios (14 janvier 1951-28 juin 1959)

## Patriarches d'Éthiopie
| # | Portrait | Nom de Patriarche     | Patriarcat                     | Nom d’origine                   | Naissance | Remarques                                                        |
| - | -------- | --------------------- | ------------------------------ | ------------------------------- | --------- | ---------------------------------------------------------------- |
| 1 |          | Abune Basilios        | 28 juin 1959 – 12 octobre 1970 | Gebre Giyorgis                  | 1891-1970 |                                                                  |
| 2 |          | Abuna Theophilos      | 9 mai 1971 – 18 février 1976   | Meliktu Jenbere                 | 1909–1979 | L'Abuna Theophilos a été emprisonné puis exécuté en juillet 1979 |
| 3 |          | Abuna Takla Haymanot  | 7 juillet 1976 – 1988          |                                 | 1918-1988 |                                                                  |
| 4 |          | Abuna Merkorios       | 29 août 1988 – septembre 1991  |                                 | 1938-2022 | Abuna Merkorios vit en exil aux États-Unis.                      |
| 5 |          | Paulos Gebre Yohannes | 5 juillet 1992 – 17 août 2012  | Gebre Igziabiher Wolde Yohannes | 1935-2012 |                                                                  |
| 6 |          | Abune Mathias         | depuis le 28 février 2013      | Teklemariam Asrat               | 1941      |                                                                  |